# یاسوئو فوروهاتا
یاسوئو فوروهاتا (انگلیسی: Yasuo Furuhata؛ (降旗 康男) زادهٔ ۱۹ اوت ۱۹۳۴) یک کارگردان فیلم اهل ژاپن است.